# Селера пахуча

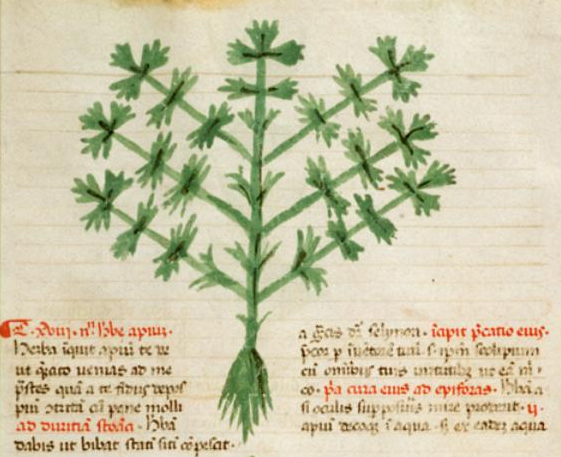
Селера: ілюстрація Барбаруса Апулея «Гербарій», близько 1400 р.

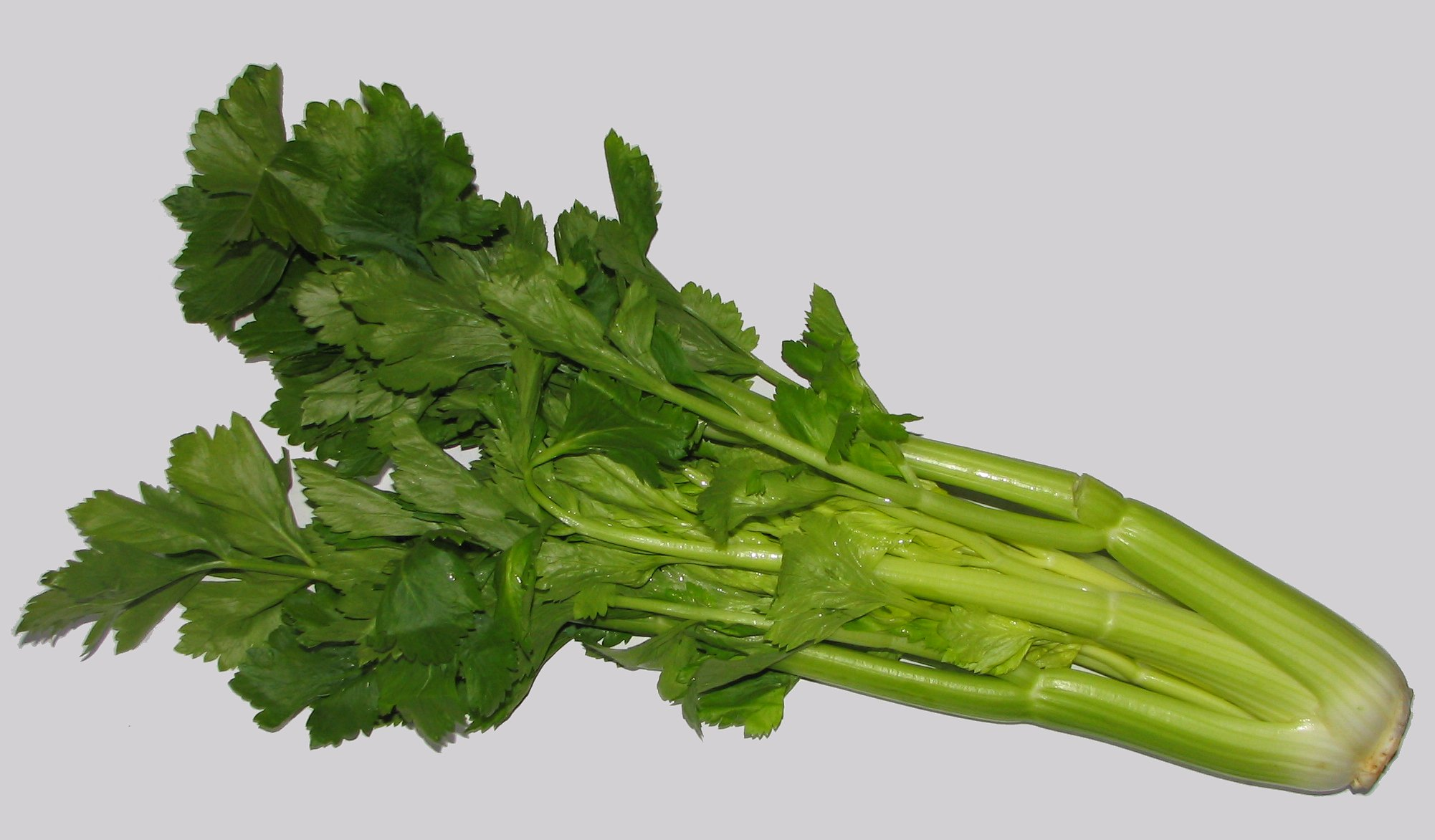
Стебла і листя черешкової селери

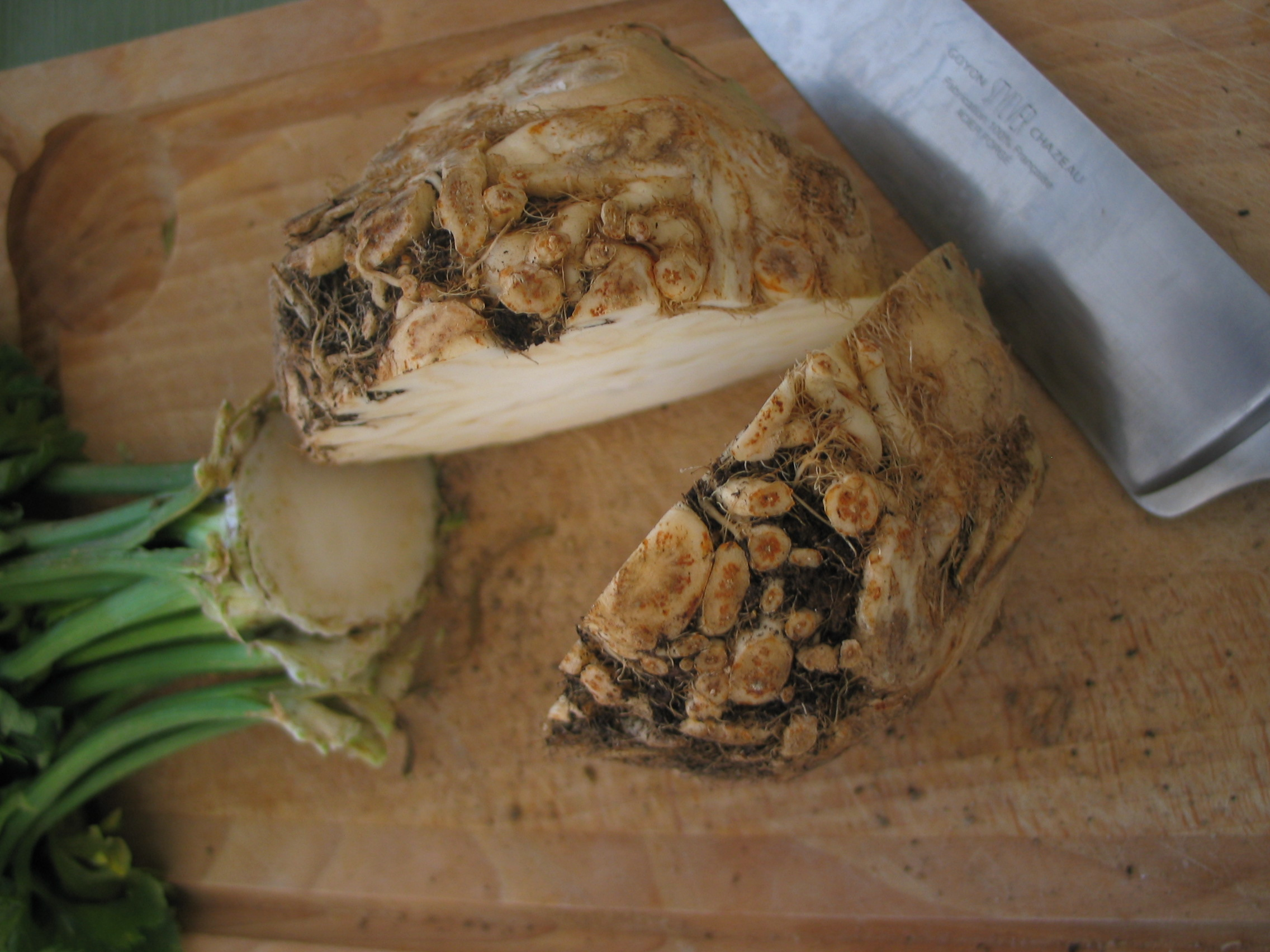
Корінь селери кореневої

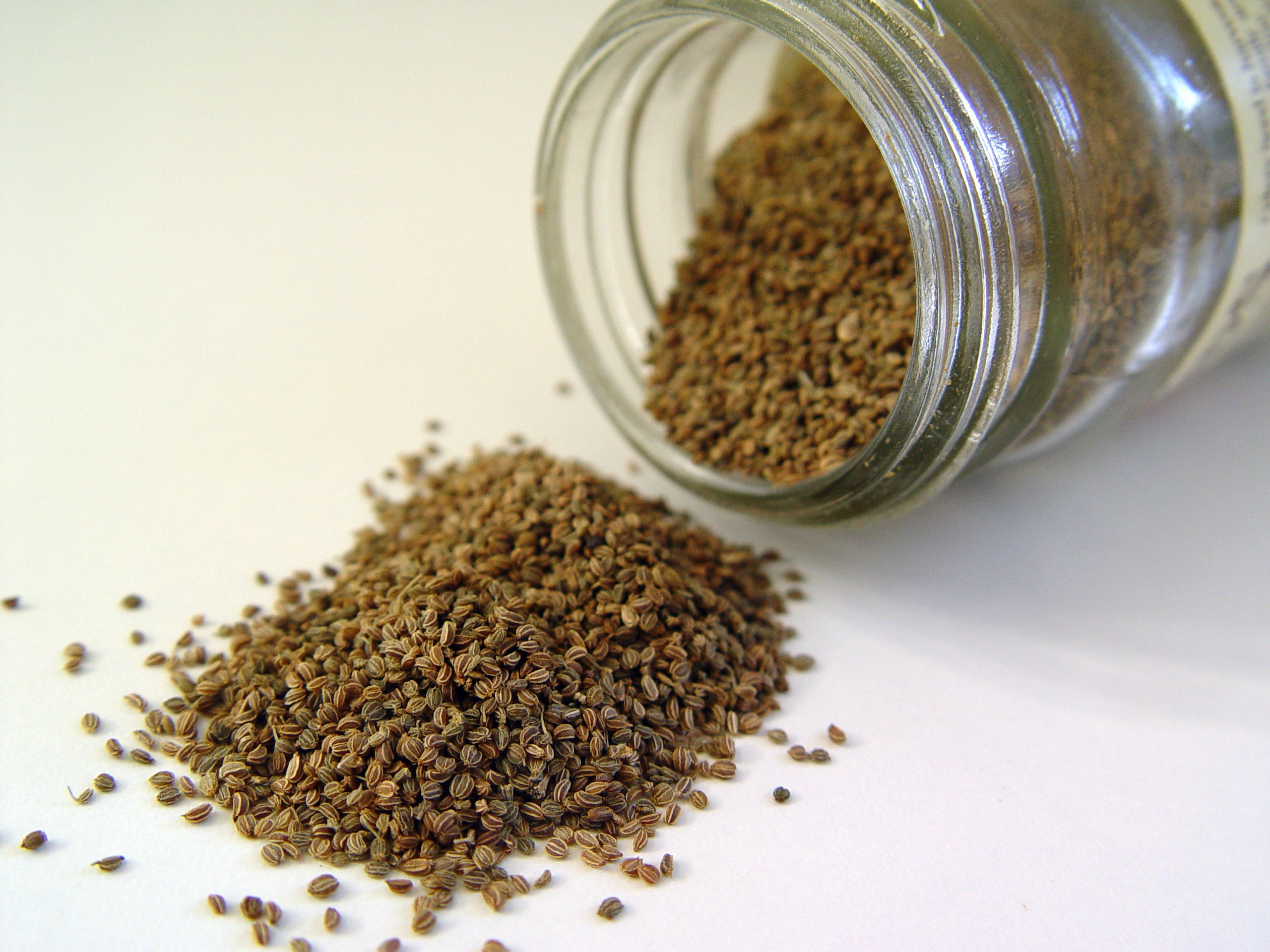
Насіння селери

Селе́ра пахуча, селера звичайна (Apium graveolens L.) — вид дворічних городніх пряних рослин із родини селерових. Висота сягає 1 метра. У перший рік утворює розетку листків та коренеплід, на другий рік зацвітає. Рослина вологолюбна і холодостійка, насіння проростає вже при 3°С (оптимально — при 15°С), пагони переносять заморозки до −5 °C.
Як лікарська рослина була відома ще древнім грекам і римлянам.
Вирощують на запашне коріння і листя, вживають як додаток до юшок і до інших страв. В Україні культивують переважно селеру сорту Яблучна.
У культурі є три різновиди селери Apium graveolens:
- secalinum, листова
- dulce, черешкова (стеблова)
- rapaceum, коренева

Листова має коротший вегетаційний період, що дозволяє вирощувати її в північних районах. Кореневу часто вирощують розсадою. Всі види селери надають перевагу вологим видам ґрунту.

## Хімічний склад
Листя і черешки багаті вітаміном C (до 150 мг%) і каротином (до 7 мг%), вітамінами В1, В2, РР, фолієвою, хлорогеновою та глютаміновою кислотами. В коренеплодах містяться білок, вуглеводи, ефірна олія (удвічі більше, ніж у листках) і мінеральні солі — калію, кальцію, фосфору, міді, заліза, магнію. Білок його багатий на амінокислоти — аргінін, гістидин, лізин, аланін.
У всіх частинах рослини присутні нікотинова та глутамінова кислоти. Наявність органічної глутамінової кислоти дозволяє використовувати селеру в кулінарії, як нешкідливий підсилювач смаку і запаху. Стебла зазвичай містять велику кількість солі.

## Застосування

### Харчова цінність
Всі частини (листя, черешки та коріння) рослини використовують при приготуванні перших і других страв, салатів, напоїв, соусів. Кореневище використовують також сушеним. У турецькій кухні є селеровий суп, керевіз чорба.

### Медична цінність
У народній медицині використовується як сечогінне. Стебла рекомендують використовувати замість солі при захворюваннях жовчного міхура, остеопорозі, захворюваннях нирок.
У народній медицині селеру використовують для лікування нервової системи та для поліпшення сну.
Варені коренеплоди використовують при обмороженнях рук і ніг.

## Вирощування
Розмножують селеру насінням. Висівають їх у теплиці або в скриньках в теплому приміщенні. Розсаду у відкритому ґрунті висаджують за схемою 45×25 або 60×20 см у кінці квітня — початку травня, також можуть садити рядками в промисловому виробництві. Товарну продукцію (листя) селери листової отримують на 80-й день, черешкові (черешки і листя) на 140-й, а коренеплідні на 180-й день. У селери листової листя збирають практично все літо. Для зимового споживання коренеплоди викопують восени. Зберігають їх у підвалах, пересипаними піском. Середня врожайність коренеплодів становить 6,5-8,0, а листя і черешків 2,4-4,0 кг з 1 м². Кореневу селеру використовують для вигонки листя взимку. Для цього відбирають цілі, неушкоджені коренеплоди і висаджують у теплиці або в ящики на підвіконні впритул рядами на відстані 10 см ряд від ряду. Через 25-30 днів зелень зрізують, при другому прибиранні зелень реалізують разом з коренеплодами.
Коренеплоди, призначені для насіннєвих цілей, підрощують і освітлюють навесні. У середині квітня їх висаджують на город за схемою 60×30 см. Подальший догляд полягає в розпушуванні міжрядь і підгортанні рослин, урожайність насіння становить 600 г з 1 м².

## Шкідники
Загрозу для селери становить комаха-шкідник буравниця борщевична.